# Gil Young-ah
Gil Young-ah, född 11 april 1970, är en sydkoreansk idrottare som tog brons i badminton tillsammans med Shim Eun-jung vid olympiska sommarspelen 1992 i Barcelona. Fyra år senare vann hon ett guld och ett silver.